# Alles für die Firma (film 1950)
Alles für die Firma è un film del 1950 diretto da Ferdinand Dörfler.

## Produzione
Il film fu prodotto dalla König Film.

## Distribuzione
Distribuito dall'Union-Film, il film fu presentato a Monaco il 28 giugno 1950.